# マルコ・ボーデ
マルコ・ボーデ（Marco Bode、1969年7月23日 - ）は、ドイツ・ニーダーザクセン州オステローデ・アム・ハルツ出身のサッカー選手。ポジションはフォワード、ミッドフィールダー、ディフェンダー。主に左サイドでプレーする。

## 経歴
地元クラブであるVfRオステローデ08を経てヴェルダー・ブレーメンのアマチュアチームに所属したボーデは、オットー・レーハーゲルに見出されて1989年にトップチームデビューを果たした。その後もバイエルン・ミュンヘンなどヨーロッパの有名クラブからオファーを受けながらも引退まで同クラブに所属し、ブンデスリーガにおいてクラブ歴代記録で4位となる379試合に出場、クラブ歴代1位となる101ゴールを挙げた。1995年、南アフリカ戦で代表デビュー。2002年、FIFAワールドカップを最後に引退した。ボーデの現役最後の舞台はワールドカップの決勝戦であった。

## 所属クラブ
- ヴェルダー・ブレーメン 1989-2002

## 代表歴

### 出場大会
- ドイツ代表
  - UEFA EURO '96 (優勝)
  - UEFA EURO 2000
  - 2002 FIFAワールドカップ (準優勝)

### 試合数
- 国際Aマッチ 40試合 9得点（1995年-2002年）[1]

| ドイツ代表 | 国際Aマッチ | 国際Aマッチ |
| 年         | 出場        | 得点        |
| ---------- | ----------- | ----------- |
| 1995       | 1           | 0           |
| 1996       | 7           | 0           |
| 1997       | 0           | 0           |
| 1998       | 1           | 0           |
| 1999       | 8           | 4           |
| 2000       | 9           | 1           |
| 2001       | 6           | 1           |
| 2002       | 8           | 3           |
| 通算       | 40          | 9           |

## タイトル
クラブ
- ブンデスリーガ：1回

1992-93
- ドイツカップ：3回

1990-91、1993-94、1998-99
- ドイツスーパーカップ：3回

1988、1993、1994
- UEFAカップウィナーズカップ：1回

1992
- UEFAインタートトカップ：1回

1998
代表
- UEFA欧州選手権：1回

1996